# Diaphragma (Elektrochemie)
Ein Diaphragma in der Elektrochemie ist eine eigentlich trennende, aber doch elektrolytisch leitende Scheidewand in oder an einer elektrochemischen Halbzelle. Realisiert wird sie z. B. durch eine Membran oder eine poröse Trennwand. Das Diaphragma verhindert die Durchmischung, lässt aber auf Grund von Ionenleitung einen elektrischen Strom durch. Es soll die Diffusion verhindern; zugleich darf es keinen hohen elektrischen Widerstand hervorrufen; ferner darf es bei vielen Prozessen den Kreislauf des Elektrolyten nicht behindern.
Das Material muss gegenüber seiner Umgebung chemisch unempfindlich sein. Dafür stehen verschiedene keramische Materialien zur Auswahl; ferner werden poröses Glas (Glasfritte) und für die jeweilige Umgebung resistente Vliesstoffe angewendet, z. B. aus Polytetrafluorethylen. Für den Einsatz in wässrigen Lösungen bei Temperaturen, die gegenüber Zimmertemperatur nicht wesentlich erhöht sind, werden Diaphragmen auch mit Ionenaustauschermembranen hergestellt, die ausschließlich Ionen einer bestimmten Ladung transportieren können.